# Кесчоареле (Улмі, Джурджу)
Кесчоареле (рум. Căscioarele) — село у повіті Джурджу в Румунії. Входить до складу комуни Улмі.
Село розташоване на відстані 29 км на захід від Бухареста, 70 км на північ від Джурджу, 126 км на південь від Брашова.

## Населення
За даними перепису населення 2002 року у селі проживали 258 осіб, з них 256 осіб (99,2%) румунів. Рідною мовою 256 осіб (99,2%) назвали румунську.